# Бап (страва)
Бап або пап (кор. 밥) — корейський варений рис, приготовлений шляхом варіння рису та інших круп, таких як: чорний рис, ячмінь, сорго, просо та квасоль. Готувати треба до википання води. До бапу також можна додавати овочі, морепродукти і м'ясо. Раніше бідні люди частіше їли змішаний бап, а не тільки рис.

## Приготування

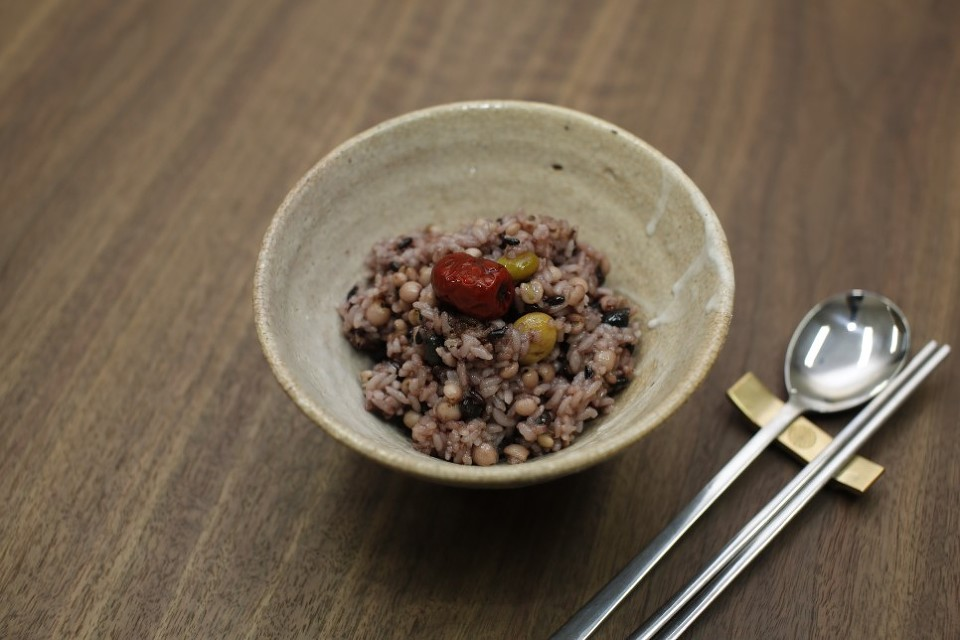
Змішаний бап

Для приготування Бапу по традиції потрібен гамасота (чавунний котел), але у наш час частіше використовується електрична рисоварка. Також часто використовується звичайний горщик з глибоким дном чи долсот. Зараз рис приготовлений у гамасоті чи долсоті вважається делікатесом та називається «сотбап».
Для приготування бапу рис промивають декілька разів, після цього виходить ттеумул (вода після промивання рису), а після цього ттеумул замочують на 30 хвилин перед кип'ятінням, що допомагає йому готуватися рівномірно. Нешліфований коричневий рис та більші зернові культури (Наприклад Юлму), треба замочувати на декілька годин або на ніч, щоби уникнути недоваріння. Після цього починається процес приготування. У звичайній каструлі з товстим дном рис можна варити на середньому вогні під закритою кришкою близько десяти хвилин, перемішати, а потім залишити на слабкому вогні ще на п'ять-десять хвилин.
Підсмажений рис на дні каструлі можна їсти як закуску або приготувати з нього суннюн.

## Страви
- борі-бап
- конгбап
- джобапмеміл-бап
- нокду-бап
- оксусу-бап
- патбап
- сусу-бап